# Шерер, Александр Иванович
Александр Иванович Шерер, также Александр Николаус фон Шерер (нем. Alexander Nicolaus von Scherer; 1771/1772, Санкт-Петербург — 1824, Санкт-Петербург) — российский химик, академик Санкт-Петербургской Императорской Академии наук, профессор химии Петербургской медико-хирургической академии. Основатель Санкт-Петербургского фармацевтического общества.

## Биография
Родился в Санкт-Петербурге в дворянской семье. Отец — Жан Бенуа Шерер — эльзасский дворянин, служил в Петербурге французским атташе. С двенадцатилетнего возраста Александр воспитывался в Риге, в церковной школе. Затем занимался в Йенском университете — сначала богословием, а потом естественными науками.
В 1794 году А. И. Шерер получил учёную степень доктора философии и был избран президентом и секретарём Йенского общества естествоиспытателей. Два года спустя уехал в Англию и жил там некоторое время в качестве советника Горного ведомства Британской империи.
В 1800 году он уже был ординарным профессором физики в Университете Галле и в том же году занялся химическими исследованиями на фаянсовом заводе барона фон Эркадтштейна, который находился недалеко от Потсдама.
В 1803 году он получил приглашение из России занять должность профессора на кафедре в Дерптском университете. Химия в начале XIX века преподавалась в российских университетах по устарелым переводным учебникам, и потому Шерер решил приступить к собственному труду. До него преподавание химии было основано преимущественно на теории, он же изменил способ обучения, сделав его много более практическим и основательным. Целью и сущностью преподавания Шерер ставил не глубокую ученость, но единственно сообщение кратких и ясных понятий о природе вообще и показание технического употребления различных составных тел, подчас необходимых в жизни. Шерер сделал первый шаг в этом направлении в области химии, пользуясь сочинениями самых выдающихся химиков того времени, как Lavoisier, Fourcroy, Tromsdorff и др.
В Дерптском университете Шерер пробыл всего один год, получив профессуру при Санкт-Петербургской Медико-хирургической академии.
В 1815 году он был избран ординарным академиком в Петербургскую академию наук. Тогда же он составил номенклатуру, которая была необходима для химии, но которой не существовало до него.
Кроме академии, А. Шерер состоял профессором химии в Главном педагогическом институте и в Горном кадетском корпусе; был членом Академии наук Копенгагенской и Эрфуртской, Обществ естествоиспытателей Берлинского, Гёттингенского, Эрфуртского, Гарлемского, Йенского; членом обществ соревнования врачебных и физических наук Парижского, Монтпельерского, Брюссельского и Московского, Йенского минералогического общества, Экономических Императорского Санкт-Петербургского и Лейпцигского, членом Курляндского общества литературы и искусства.
Умер 16 (28) октября 1824 года в Санкт-Петербурге.